# Ode aan Kirihito
Ode aan Kirihito (きりひと讃歌, Kirihito Sanka) is een manga van Osamu Tezuka. Hij werd oorspronkelijk uitgegeven in het tijdschrift Big Comic in Japan gedurende 1970-1971. Een Engelse vertaling volgde in 2006 door Vertical Inc. In het Nederlands werd hij uitgegeven door Uitgeverij L.
Deze stripreeks gaat over een heldhaftige jonge dokter genaamd Kirihito Osanai en zijn pogingen om een vreemde ziekte te genezen die diens slachtoffers verandert in hondmensen. Kirihito wordt zelf geïnfecteerd door de ziekte en reist de wereld rond op zoek naar een medicijn. Veel van de personages worden weergegeven als noch goed noch slecht. Kirihito was vermoedelijk een prototype voor Tezuka's latere medische manga Black Jack.

## Verhaal
De onbehandelbare ziekte Monmow zorgt ervoor dat patiënten langzaam tot honden vervormen en uiteindelijk sterven. Het komt enkel voor in het dorp Inugamisawa in de bergen van Tokushima. Dokter Tatsugaura wil zijn theorieën over de ziekte publiceren en zo een hogere positie verkrijgen in zijn ziekenhuis. Om dit te bekomen stuurt hij de gepassioneerde stagiaire Kirihito Osanai, tegen de wens van zijn verloofde Izumi in, naar Inugamisawa om de ziekte te bestuderen.
Om het dorp te kunnen infiltreren, huwt Kirihito met het dorpsmeisje Tazu. Osanai krijgt vervolgens zelf Monmow en verdwijnt uit het dorp. Tatsugaura verwijdert Kirihito's naam uit de ziekenhuisadministratie. Zelfs Izumi, die hem komt zoeken, vindt geen spoor van hem. Met behulp van Tazu, die van Kirihito houdt desondanks zijn hondse uiterlijk, ontdekt Kirihito de oorzaak van de ziekte: een besmette rivier. Hij overleeft de ziekte, maar behoudt zijn misvormd uiterlijk.
Tazu wordt vermoord door een verkrachter. Kirihito belooft haar te wreken. Hij reist naar Taiwan en Syrië en dwaalt doelloos rond. Tijdens zijn reis strijdt hij tegen ontbering en vooroordelen.
Tatsugaura's plannen komen aan het licht in Japan. Urabe, een collega van Kirihito, brengt de Zuid-Afrikaanse zuster en Monlowlijder Helen naar Japan voor studie. Op de dag van waarop Tatsugaura hoopt benoemd te worden tot ziekenhuisdirecteur verschijnt Kirihito onverwacht ten tonele. Hij onthult Tatsugaura complot. Desondanks dit gebeuren wordt Tatsugaura nog steeds verkozen tot ziekenhuisdirecteur. Hij krijgt echter zelf Monmow en sterft aan de ziekte. Helen bevalt later van Urabe's kind, die er volledig menselijk uitziet desondanks de ziekte van diens moeder. Kirihito, die er nog steeds als een hondmens uitziet, keert terug naar Syrië. Izumi volgt hem. hun toekomst wordt aan de verbeelding van de lezer overgelaten.